# Cathédrale Sainte-Jeanne-d'Arc de Katiola
La cathédrale Sainte-Jeanne-d'Arc à Katiola est l'un des plus importants bâtiments religieux de Côte d'Ivoire.
Mgr Jean-Marie Kélétigui y a été inhumé en 2010.